# قائمة الحكام الرومان لموريطنية

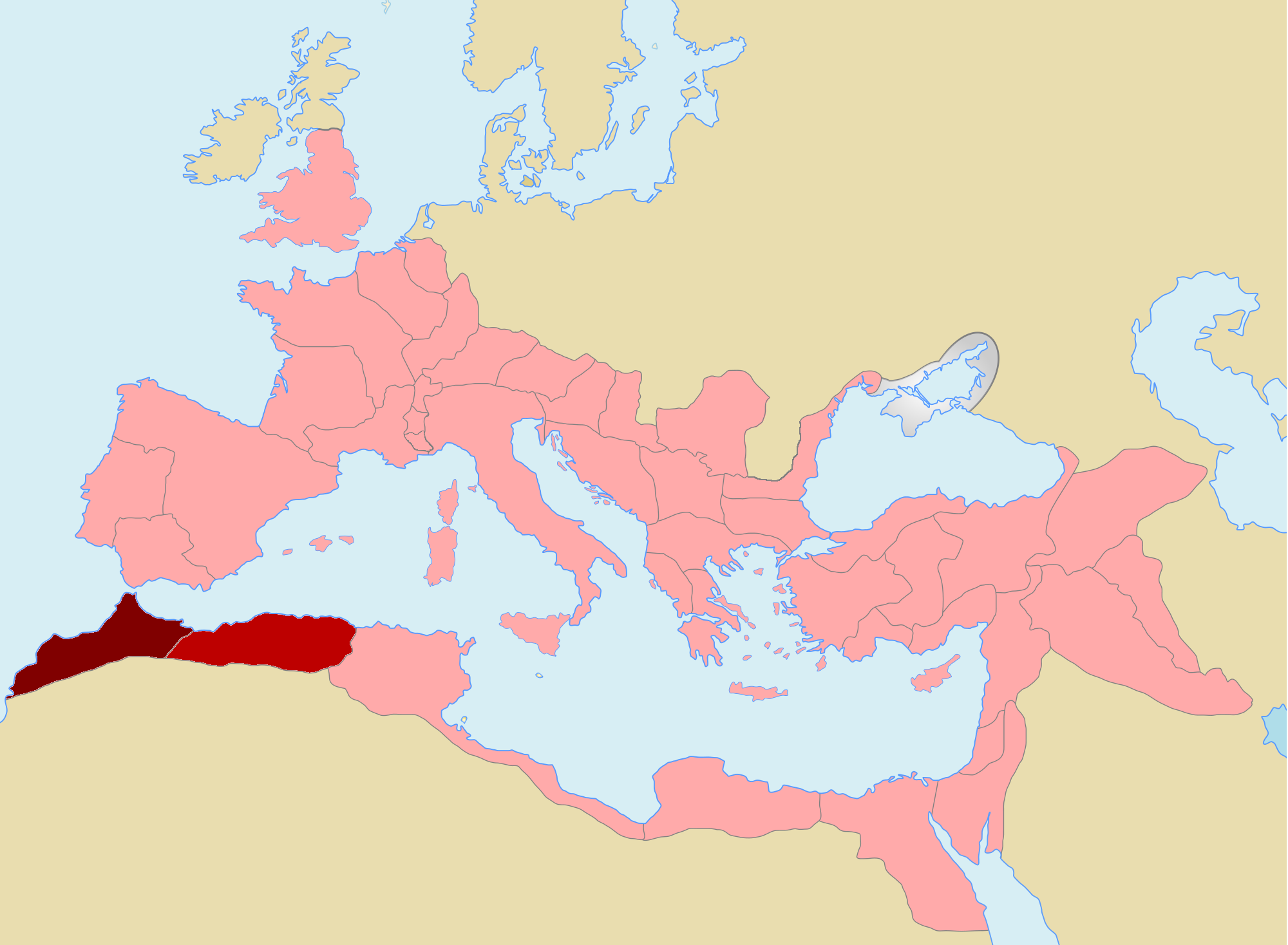
موريتانيا التاريخية

قائمة الحكام الرومان لموريتانيا (بالإيطالية: Governatori romani delle Mauritanie) هي قائمة الحكام الرومان المعروفين لمقاطعة موريطنية التي تقع في المغرب والجزائر اليوم وذلك حتى إصلاح ديوكلتيانوس، جميع المحافظين يعرفون على أنهم وكلاء إمبراطوريين، بعد الإصلاح تم تقسيم موريطنية إلى موريطنية الطنجية وموريطنية القيصرية وموريطنية سطيفية.

## المحافظات الموريطنية
تم توريث مملكة موريطنية من قبل باخوس الثاني المتوفى في 33 ق م لأوتافيانو الذي أنشأ تسعة مستعمرات على طول سواحلها: إيجلجيلي، صالداي، توبوسوكتو، روسازو، روسقونياي، أكاي، زوكابار، قونوقوس وكارتيناس.
في 25 ق م بعد أن أصبح أميراً باسم أغوسطو فضل أوتافيانو إعادة إنشاء مملكة تابعة أوكل حكمها لزميله جوبا الثاني الذي كان قد نشأ في روما بعد أن أخذ إليها من نوميديا إثر هزيمة والده جوبا الأول ضد غايوس يوليوس قيصر في تابسوس في 46 ق م.
تمت عملية الضم في 40 م تحت حكم كاليغولا في حين دسترة موريطنية الطنجية وموريطنية القيصرية حدثت فقط في 42 م في وقت الإمبراطور كلوديوس، كان كلاهما محافظات إمبراطورية يحكمها وكيل إمبراطوري.
بدءا من الحكم الرباعي لديوكلتيانوس (293) عانت المقاطعتان من تقسيم آخر فمن موريطنية القيصرية انفصلت المنطقة الصغيرة في الطرف الشرقي باسم موريطنية سيتيفينسيس التي أخذت اسمها من مدينة سيتيفيس (سطيف الحالية)، في حين موريطنية الطنجية أصبحت تابعة لأبرشية إسبانيا.
في إعادة التنظيم اللاحقة التي تمت في الفترة بين إعادة التوحيد الإمبراطوري لقسطنطين الأول (في 324) وموت ثيودوسيوس الأول (في 395) خضعت أبرشية إسبانيا لسيطرة ولاية الغال الإمبراطورية.
| تطور مقاطعات موريتانيا           | تطور مقاطعات موريتانيا                                  | تطور مقاطعات موريتانيا                                  | تطور مقاطعات موريتانيا                                  | تطور مقاطعات موريتانيا                                  | تطور مقاطعات موريتانيا                                  | تطور مقاطعات موريتانيا                                  |
| -------------------------------- | ------------------------------------------------------- | ------------------------------------------------------- | ------------------------------------------------------- | ------------------------------------------------------- | ------------------------------------------------------- | ------------------------------------------------------- |
| قبل الإحتلال الروماني            | مملكة موريطنية                                          | مملكة موريطنية                                          | مملكة موريطنية                                          | مملكة موريطنية                                          | مملكة موريطنية                                          | مملكة موريطنية                                          |
| من 33 ق.م                        | موريطنية (أورثها باخوس الثاني للامبراطور أغسطس قيصر)    | موريطنية (أورثها باخوس الثاني للامبراطور أغسطس قيصر)    | موريطنية (أورثها باخوس الثاني للامبراطور أغسطس قيصر)    | موريطنية (أورثها باخوس الثاني للامبراطور أغسطس قيصر)    | موريطنية (أورثها باخوس الثاني للامبراطور أغسطس قيصر)    | موريطنية (أورثها باخوس الثاني للامبراطور أغسطس قيصر)    |
| من 25 ق.م                        | مملكة موريطنية (مملكة تابعة لـروما تحت حكم يوبا الثاني) | مملكة موريطنية (مملكة تابعة لـروما تحت حكم يوبا الثاني) | مملكة موريطنية (مملكة تابعة لـروما تحت حكم يوبا الثاني) | مملكة موريطنية (مملكة تابعة لـروما تحت حكم يوبا الثاني) | مملكة موريطنية (مملكة تابعة لـروما تحت حكم يوبا الثاني) | مملكة موريطنية (مملكة تابعة لـروما تحت حكم يوبا الثاني) |
| من 41                            | موريطنية الطنجية                                        | موريطنية الطنجية                                        | موريطنية القيصرية                                       | موريطنية القيصرية                                       | موريطنية القيصرية                                       | موريطنية القيصرية                                       |
| من 193                           | موريطنية الطنجية                                        | موريطنية الطنجية                                        | موريطنية القيصرية                                       | موريطنية القيصرية                                       | موريطنية القيصرية                                       | موريطنية القيصرية                                       |
| مع إصلاح ديوكلتيانوس             | موريطنية الطنجية                                        | موريطنية الطنجية                                        | موريطنية القيصرية                                       | موريطنية القيصرية                                       | موريطنية سيتيفينسيس                                     | موريطنية سيتيفينسيس                                     |
| في وقت تقسيم الإمبراطورية في 395 | موريطنية الطنجية                                        | موريطنية الطنجية                                        | موريطنية القيصرية                                       | موريطنية القيصرية                                       | موريطنية سيتيفينسيس                                     | موريطنية سيتيفينسيس                                     |

## قائمة الحكام
| قائمة الحكام الرومان لموريطنيا                     | قائمة الحكام الرومان لموريطنيا                                                            | قائمة الحكام الرومان لموريطنيا                                                            | قائمة الحكام الرومان لموريطنيا | قائمة الحكام الرومان لموريطنيا | قائمة الحكام الرومان لموريطنيا | قائمة الحكام الرومان لموريطنيا |
| -------------------------------------------------- | ----------------------------------------------------------------------------------------- | ----------------------------------------------------------------------------------------- | --- | --- | --- | --- |
| السنة                                              | موريطنية الطنجية                                                                          | موريطنية الطنجية                                                                          | موريطنية القيصرية | موريطنية القيصرية | موريطنية القيصرية | موريطنية القيصرية |
| 44                                                 | ماركو فاديو سيلير فلافيانو ماسيمو (النائب العام الموالي)                                  | ماركو فاديو سيلير فلافيانو ماسيمو (النائب العام الموالي)                                  | ماركو فاديو سيلير فلافيانو ماسيمو (النائب العام الموالي)                                                                                                 | ماركو فاديو سيلير فلافيانو ماسيمو (النائب العام الموالي)                                                                                                 | ماركو فاديو سيلير فلافيانو ماسيمو (النائب العام الموالي)                                                                                                 | ماركو فاديو سيلير فلافيانو ماسيمو (النائب العام الموالي)                                                                                                 |
| 48/53                                              | غايوس روتيليو سيكندو (النائب العام الموالي)                                               | غايوس روتيليو سيكندو (النائب العام الموالي)                                               | ... | ... | ... | ... |
| 53/58                                              | غير معروف (النائب العام الموالي)                                                          | غير معروف (النائب العام الموالي)                                                          | غير معروف (النائب العام الموالي) | غير معروف (النائب العام الموالي) | غير معروف (النائب العام الموالي) | غير معروف (النائب العام الموالي) |
| 69                                                 | لوكسيو ألبينو (النائب العام الموالي)                                                      | لوكسيو ألبينو (النائب العام الموالي)                                                      | لوكسيو ألبينو (النائب العام الموالي) | لوكسيو ألبينو (النائب العام الموالي) | لوكسيو ألبينو (النائب العام الموالي) | لوكسيو ألبينو (النائب العام الموالي) |
| 73-75                                              | سيستو سينزيو سيسيليانو (legatus Augusti pro praetore)                                     | سيستو سينزيو سيسيليانو (legatus Augusti pro praetore)                                     | سيستو سينزيو سيسيليانو (legatus Augusti pro praetore) | سيستو سينزيو سيسيليانو (legatus Augusti pro praetore) | سيستو سينزيو سيسيليانو (legatus Augusti pro praetore) | سيستو سينزيو سيسيليانو (legatus Augusti pro praetore) |
| 73-75                                              | غايوس فيبيو سالوتي (تحت وكيل)                                                             | غايوس فيبيو سالوتي (تحت وكيل)                                                             | ... | ... | ... | ... |
| 87-89                                              | لوسيو فاليو ترانكويلو                                                                     | لوسيو فاليو ترانكويلو                                                                     | ... | ... | ... | ... |
| 105/106؟                                           | Lucio [...]                                                                               | Lucio [...]                                                                               | ... | ... | ... | ... |
| 107                                                | ...                                                                                       | ...                                                                                       | تيطو كينزيو سيسيرنيو سطازيو ماسيدو (وكيل روماني) | تيطو كينزيو سيسيرنيو سطازيو ماسيدو (وكيل روماني) | تيطو كينزيو سيسيرنيو سطازيو ماسيدو (وكيل روماني) | تيطو كينزيو سيسيرنيو سطازيو ماسيدو (وكيل روماني) |
| 108-110                                            | ماركو كلوديو كاتيلو (النائب العام الموالي)                                                | ماركو كلوديو كاتيلو (النائب العام الموالي)                                                | ... | ... | ... | ... |
| 112؟-114؟                                          | بيبليو بيزيو بيتوينيانو غايو ماريو ميميو سابينو (النائب العام الموالي)                    | بيبليو بيزيو بيتوينيانو غايو ماريو ميميو سابينو (النائب العام الموالي)                    | ... | ... | ... | ... |
| 114؟-116؟                                          | لوسيو سيو افيتو (النائب العام الموالي)                                                    | لوسيو سيو افيتو (النائب العام الموالي)                                                    | ... | ... | ... | ... |
| 120؟-122                                           | سيسيليو ريديتو (النائب العام الموالي)                                                     | سيسيليو ريديتو (النائب العام الموالي)                                                     | لوسيو سيو افيتو (وكيل روماني)) | لوسيو سيو افيتو (وكيل روماني)) | لوسيو سيو افيتو (وكيل روماني)) | لوسيو سيو افيتو (وكيل روماني)) |
| 128؟-130                                           | ماركو جافيو ماسيمو (النائب العام الموالي)                                                 | ماركو جافيو ماسيمو (النائب العام الموالي)                                                 | ... | ... | ... | ... |
| 131-133؟                                           | فريغانيو ماسيمو (وكيل روماني))                                                            | فريغانيو ماسيمو (وكيل روماني))                                                            | لوسيو فيتيو لاطرون | لوسيو فيتيو لاطرون | لوسيو فيتيو لاطرون | لوسيو فيتيو لاطرون |
| 135/136                                            | سيسيليو ريديتو                                                                            | سيسيليو ريديتو                                                                            | ... | ... | ... | ... |
| 136؟-142؟                                          | غايوس سينسورينو نيغرو (وكيل روماني))                                                      | غايوس سينسورينو نيغرو (وكيل روماني))                                                      | غايوس بترونيو سيلير (وكيل روماني)) | غايوس بترونيو سيلير (وكيل روماني)) | غايوس بترونيو سيلير (وكيل روماني)) | غايوس بترونيو سيلير (وكيل روماني)) |
| 140-145                                            | إتيديو أونوراتو (وكيل روماني رئيس)                                                        | إتيديو أونوراتو (وكيل روماني رئيس)                                                        | ... | ... | ... | ... |
| 143؟-145؟                                          | ...                                                                                       | ...                                                                                       | تيطو فلافيو بريسكو غالونيو فرونتونيمارسيو تيربوني (النائب العام الموالي)                                                                                 | تيطو فلافيو بريسكو غالونيو فرونتونيمارسيو تيربوني (النائب العام الموالي)                                                                                 | تيطو فلافيو بريسكو غالونيو فرونتونيمارسيو تيربوني (النائب العام الموالي)                                                                                 | تيطو فلافيو بريسكو غالونيو فرونتونيمارسيو تيربوني (النائب العام الموالي)                                                                                 |
| 146؟-150؟                                          | كيينتو بايينو بلاسيانو (النائب العام الموالي)                                             | كيينتو بايينو بلاسيانو (النائب العام الموالي)                                             | ... | ... | ... | ... |
| 152/153؟                                           | ...                                                                                       | ...                                                                                       | فاريو كليمينتي | فاريو كليمينتي | فاريو كليمينتي | فاريو كليمينتي |
| 153/154                                            | فلافيو فلافيانو                                                                           | فلافيو فلافيانو                                                                           | ... | ... | ... | ... |
| 154؟-156                                           | تيطو فاريو بريسكو (وكيل روماني))                                                          | تيطو فاريو بريسكو (وكيل روماني))                                                          | ... | ... | ... | ... |
| 157؟-162                                           | كوينتو كلاوديو فيروسو إرونيو مونتانو (وكيل روماني))                                       | كوينتو كلاوديو فيروسو إرونيو مونتانو (وكيل روماني))                                       | ... | ... | ... | ... |
| 162-164؟                                           | فوليسيو مارزيالي (وكيل روماني))                                                           | فوليسيو مارزيالي (وكيل روماني))                                                           | ... | ... | ... | ... |
| 165؟-168                                           | تيتو كيدو ماسيمو (النائب العام الموالي)                                                   | تيتو كيدو ماسيمو (النائب العام الموالي)                                                   | بايو بودينتي (وكيل روماني) | بايو بودينتي (وكيل روماني) | بايو بودينتي (وكيل روماني) | بايو بودينتي (وكيل روماني) |
| 171؟-173                                           | بيبليو إيليو كريسبينو (النائب العام الموالي)                                              | بيبليو إيليو كريسبينو (النائب العام الموالي)                                              | ... | ... | ... | ... |
| 173؟-176؟                                          | إبيديو كادراتو (النائب العام الموالي)                                                     | إبيديو كادراتو (النائب العام الموالي)                                                     | تيبيريو كلاوديو بريسكيانو (وكيل روماني)) | تيبيريو كلاوديو بريسكيانو (وكيل روماني)) | تيبيريو كلاوديو بريسكيانو (وكيل روماني)) | تيبيريو كلاوديو بريسكيانو (وكيل روماني)) |
| 177؟-179                                           | غايو فاليو ماسيميانو (النائب العام الموالي)                                               | غايو فاليو ماسيميانو (النائب العام الموالي)                                               | بيبليو إيليو كريسبينو (النائب العام الموالي) | بيبليو إيليو كريسبينو (النائب العام الموالي) | بيبليو إيليو كريسبينو (النائب العام الموالي) | بيبليو إيليو كريسبينو (النائب العام الموالي) |
| 180                                                | ديسيمو فيتوريو ماكرينو (النائب العام الموالي)                                             | ديسيمو فيتوريو ماكرينو (النائب العام الموالي)                                             | ... | ... | ... | ... |
| بعد 180-قبل 198                                    | أولو سكانزيو إليو لارسيانو (النائب العام الموالي)                                         | أولو سكانزيو إليو لارسيانو (النائب العام الموالي)                                         | ... | ... | ... | ... |
| بعد 184-قبل 192                                    | ...                                                                                       | ...                                                                                       | كلاوديو بيربيتو (وكيل روماني)) | كلاوديو بيربيتو (وكيل روماني)) | كلاوديو بيربيتو (وكيل روماني)) | كلاوديو بيربيتو (وكيل روماني)) |
| 195                                                | ...                                                                                       | ...                                                                                       | كنيو نونيو مارزيالي (وكيل روماني)) | كنيو نونيو مارزيالي (وكيل روماني)) | كنيو نونيو مارزيالي (وكيل روماني)) | كنيو نونيو مارزيالي (وكيل روماني)) |
| 196؟-197؟                                          | ...                                                                                       | ...                                                                                       | لوسيو ألفينو سينيسيوني (وكيل روماني)) | لوسيو ألفينو سينيسيوني (وكيل روماني)) | لوسيو ألفينو سينيسيوني (وكيل روماني)) | لوسيو ألفينو سينيسيوني (وكيل روماني)) |
| بعد 198-قبل 209                                    | ...                                                                                       | ...                                                                                       | غايو أوتافيو بيدانتي أونوراتو (وكيل روماني) سيستو كورنيليو أونوراتو (وكيل روماني))                                                                       | غايو أوتافيو بيدانتي أونوراتو (وكيل روماني) سيستو كورنيليو أونوراتو (وكيل روماني))                                                                       | غايو أوتافيو بيدانتي أونوراتو (وكيل روماني) سيستو كورنيليو أونوراتو (وكيل روماني))                                                                       | غايو أوتافيو بيدانتي أونوراتو (وكيل روماني) سيستو كورنيليو أونوراتو (وكيل روماني))                                                                       |
| 198-199                                            | غايوس جوليوس باكازيانو (النائب العام الموالي)                                             | غايوس جوليوس باكازيانو (النائب العام الموالي)                                             | ... | ... | ... | ... |
| 200-203؟                                           | غايوس سيرتوريو كاتيانو (النائب العام الموالي)                                             | غايوس سيرتوريو كاتيانو (النائب العام الموالي)                                             | بيبليو إليو بيريغرينو روغاتو (وكيل (روما القديمة) praeses)                                                                                               | بيبليو إليو بيريغرينو روغاتو (وكيل (روما القديمة) praeses)                                                                                               | بيبليو إليو بيريغرينو روغاتو (وكيل (روما القديمة) praeses)                                                                                               | بيبليو إليو بيريغرينو روغاتو (وكيل (روما القديمة) praeses)                                                                                               |
| 203-205؟                                           | جينو هايو ديادومينيانو (النائب العام الموالي لموريطنية الطنجية والقيصرية على حد سواء)     | جينو هايو ديادومينيانو (النائب العام الموالي لموريطنية الطنجية والقيصرية على حد سواء)     | جينو هايو ديادومينيانو (النائب العام الموالي لموريطنية الطنجية والقيصرية على حد سواء)                                                                    | جينو هايو ديادومينيانو (النائب العام الموالي لموريطنية الطنجية والقيصرية على حد سواء)                                                                    | جينو هايو ديادومينيانو (النائب العام الموالي لموريطنية الطنجية والقيصرية على حد سواء)                                                                    | جينو هايو ديادومينيانو (النائب العام الموالي لموريطنية الطنجية والقيصرية على حد سواء)                                                                    |
| 205-207؟                                           | كوينتو سالوستيو ماكرينيانو (النائب العام الموالي لموريطنية الطنجية والقيصرية على حد سواء) | كوينتو سالوستيو ماكرينيانو (النائب العام الموالي لموريطنية الطنجية والقيصرية على حد سواء) | كوينتو سالوستيو ماكرينيانو (النائب العام الموالي لموريطنية الطنجية والقيصرية على حد سواء)                                                                | كوينتو سالوستيو ماكرينيانو (النائب العام الموالي لموريطنية الطنجية والقيصرية على حد سواء)                                                                | كوينتو سالوستيو ماكرينيانو (النائب العام الموالي لموريطنية الطنجية والقيصرية على حد سواء)                                                                | كوينتو سالوستيو ماكرينيانو (النائب العام الموالي لموريطنية الطنجية والقيصرية على حد سواء)                                                                |
| 210-212؟                                           | غايوس يوليوس أغريانو (النائب العام الموالي)                                               | غايوس يوليوس أغريانو (النائب العام الموالي)                                               | غايوس جوليوس باكازيانو (النائب العام الموالي) | غايوس جوليوس باكازيانو (النائب العام الموالي) | غايوس جوليوس باكازيانو (النائب العام الموالي) | غايوس جوليوس باكازيانو (النائب العام الموالي) |
| 212-214؟                                           | ...                                                                                       | ...                                                                                       | كوينتو مونازيو سيلسو (برايسيس) | كوينتو مونازيو سيلسو (برايسيس) | كوينتو مونازيو سيلسو (برايسيس) | كوينتو مونازيو سيلسو (برايسيس) |
| 215-217                                            | ماركو أوريليو سيباستينو (النائب العام الموالي)                                            | ماركو أوريليو سيباستينو (النائب العام الموالي)                                            | ماركو أنطونيو سابينو (وكيل) | ماركو أنطونيو سابينو (وكيل) | ماركو أنطونيو سابينو (وكيل) | ماركو أنطونيو سابينو (وكيل) |
| 217؟-بعد 222؟ أوبعد 250                            | ماركو أوريليو زينون إيانواريو (برايسيس)                                                   | ماركو أوريليو زينون إيانواريو (برايسيس)                                                   | تيتو اليو ديكريانو (وكيل روماني)) جوليو كيستيلو (وكيل روماني))                                                                                           | تيتو اليو ديكريانو (وكيل روماني)) جوليو كيستيلو (وكيل روماني))                                                                                           | تيتو اليو ديكريانو (وكيل روماني)) جوليو كيستيلو (وكيل روماني))                                                                                           | تيتو اليو ديكريانو (وكيل روماني)) جوليو كيستيلو (وكيل روماني))                                                                                           |
| 217؟-قبل 231 أوبعد 250                             | ...                                                                                       | ...                                                                                       | ماركو أوريليو زينون إيانواريو (وكيل روماني رئيس) | ماركو أوريليو زينون إيانواريو (وكيل روماني رئيس) | ماركو أوريليو زينون إيانواريو (وكيل روماني رئيس) | ماركو أوريليو زينون إيانواريو (وكيل روماني رئيس) |
| 222؟/235؟                                          | غايوس جوليوس ماكسيمينوس (praeses pro legato) لوسيو أوريليو نيميسيانو (وكيل روماني))       | غايوس جوليوس ماكسيمينوس (praeses pro legato) لوسيو أوريليو نيميسيانو (وكيل روماني))       | تيتو ليسينيو يروكليتو (وكيل روماني رئيس للمقاطعة) غايوس جوليوس ماكسيمينوس؟ (procurator Augusti praepositus limitis) بوبليو فلافيو كليمنتي (وكيل روماني)) | تيتو ليسينيو يروكليتو (وكيل روماني رئيس للمقاطعة) غايوس جوليوس ماكسيمينوس؟ (procurator Augusti praepositus limitis) بوبليو فلافيو كليمنتي (وكيل روماني)) | تيتو ليسينيو يروكليتو (وكيل روماني رئيس للمقاطعة) غايوس جوليوس ماكسيمينوس؟ (procurator Augusti praepositus limitis) بوبليو فلافيو كليمنتي (وكيل روماني)) | تيتو ليسينيو يروكليتو (وكيل روماني رئيس للمقاطعة) غايوس جوليوس ماكسيمينوس؟ (procurator Augusti praepositus limitis) بوبليو فلافيو كليمنتي (وكيل روماني)) |
| 230؟/235؟ (في الجزء الأخير من عهد سيفيروس ألكسندر) | ...                                                                                       | ...                                                                                       | كوينتو أسيو إليانو (procurator Augusti rationis privatae)                                                                                                | كوينتو أسيو إليانو (procurator Augusti rationis privatae)                                                                                                | كوينتو أسيو إليانو (procurator Augusti rationis privatae)                                                                                                | كوينتو أسيو إليانو (procurator Augusti rationis privatae)                                                                                                |
| 226                                                | كوينتو ايرينيو (وكيل روماني))                                                             | كوينتو ايرينيو (وكيل روماني))                                                             | ... | ... | ... | ... |
| 235؟-238؟                                          | ...                                                                                       | ...                                                                                       | بوبليو اليو فيتاليانو (وكيل روماني)) كوينتو فاليريو (وكيل روماني))                                                                                       | بوبليو اليو فيتاليانو (وكيل روماني)) كوينتو فاليريو (وكيل روماني))                                                                                       | بوبليو اليو فيتاليانو (وكيل روماني)) كوينتو فاليريو (وكيل روماني))                                                                                       | بوبليو اليو فيتاليانو (وكيل روماني)) كوينتو فاليريو (وكيل روماني))                                                                                       |
| 238؟-244؟                                          | ...                                                                                       | ...                                                                                       | فالطونيو ريستيتوزيانو (praeses) بوبليو سالوستيو سيمبرونيو فيتوري (وكيل روماني)i)                                                                         | فالطونيو ريستيتوزيانو (praeses) بوبليو سالوستيو سيمبرونيو فيتوري (وكيل روماني)i)                                                                         | فالطونيو ريستيتوزيانو (praeses) بوبليو سالوستيو سيمبرونيو فيتوري (وكيل روماني)i)                                                                         | فالطونيو ريستيتوزيانو (praeses) بوبليو سالوستيو سيمبرونيو فيتوري (وكيل روماني)i)                                                                         |
| 239                                                | ماركو أولبيو فيتوري (وكيل روماني) pro legato)                                             | ماركو أولبيو فيتوري (وكيل روماني) pro legato)                                             | ... | ... | ... | ... |
| 241-244                                            | ...                                                                                       | ...                                                                                       | كاتليو روفينو (وكيل روماني)) | كاتليو روفينو (وكيل روماني)) | كاتليو روفينو (وكيل روماني)) | كاتليو روفينو (وكيل روماني)) |
| 244-249؟                                           | ماركو ماتوريو فيتورينو (النائب العام الموالي)                                             | ماركو ماتوريو فيتورينو (النائب العام الموالي)                                             | لوسيو كاتيليو ليفيانو (وكيل روماني)) ماركوس أوريليوس أتونوس مارشللو (وكيل روماني رئيس)                                                                   | لوسيو كاتيليو ليفيانو (وكيل روماني)) ماركوس أوريليوس أتونوس مارشللو (وكيل روماني رئيس)                                                                   | لوسيو كاتيليو ليفيانو (وكيل روماني)) ماركوس أوريليوس أتونوس مارشللو (وكيل روماني رئيس)                                                                   | لوسيو كاتيليو ليفيانو (وكيل روماني)) ماركوس أوريليوس أتونوس مارشللو (وكيل روماني رئيس)                                                                   |
| 246؟-250؟                                          | ماركو أنطونيو نافيلو أسياتيكو (وكيل روماني))                                              | ماركو أنطونيو نافيلو أسياتيكو (وكيل روماني))                                              | ... | ... | ... | ... |
| 253/260؟                                           | ...                                                                                       | ...                                                                                       | ماركو كورنيليو أوتافيانو (برايسيس) | ماركو كورنيليو أوتافيانو (برايسيس) | ماركو كورنيليو أوتافيانو (برايسيس) | ماركو كورنيليو أوتافيانو (برايسيس) |
| 276/282؟                                           | كليمنتي فاليريو مارسيلينو (برايسيس)                                                       | كليمنتي فاليريو مارسيلينو (برايسيس)                                                       | ... | ... | ... | ... |
| عام                                                | موريطنية الطنجية                                                                          | موريطنية الطنجية                                                                          | موريطنية القيصرية | موريطنية القيصرية | موريطنية سيتيفينسيس | موريطنية سيتيفينسيس |
| 288/289                                            | ...                                                                                       | ...                                                                                       | فلافيو بيوكاريو | فلافيو بيوكاريو | ... | ... |
| 291/292                                            | ماركو أوريليو كليتو                                                                       | ماركو أوريليو كليتو                                                                       | ... | ... | ... | ... |
| 293/305؟                                           | ...                                                                                       | ...                                                                                       | إلبيو أبولونيو | إلبيو أبولونيو | ... | ... |
| 293/305؟                                           | ...                                                                                       | ...                                                                                       | تيتو أوريليو ليتوا | تيتو أوريليو ليتوا | تيتو أوريليو ليتوا | تيتو أوريليو ليتوا |
| 305/306                                            | ...                                                                                       | ...                                                                                       | ماركو فاليريو فيتوري | ماركو فاليريو فيتوري | ... | ... |
| 306/312؟                                           | ...                                                                                       | ...                                                                                       | فاليريو فوستو | فاليريو فوستو | ... | ... |
| 315/319؟                                           | ...                                                                                       | ...                                                                                       | ... | ... | سيتيميو فلافيانو | سيتيميو فلافيانو |
| 319/بعد 324                                        | ...                                                                                       | ...                                                                                       | ... | ... | فلافيو تيرينزيانو | فلافيو تيرينزيانو |
| بعد 324                                            | فلافيو ميموريو (comes Tingitaniae)                                                        | فلافيو ميموريو (comes Tingitaniae)                                                        | ... | ... | ... | ... |
| عصر قنسطانطيوس الثاني؟                             | لوسيليو كوستانزو (praeses Mauretaniae et Tingitaniae)                                     | لوسيليو كوستانزو (praeses Mauretaniae et Tingitaniae)                                     | ... | ... | ... | ... |
| 351/354؟                                           | ...                                                                                       | ...                                                                                       | ... | ... | كلاوديو البيديو | كلاوديو البيديو |
| 351/354؟                                           | ...                                                                                       | ...                                                                                       | ... | ... | فلافيو أوغيستيانو | فلافيو أوغيستيانو |

### حكام بترتيب غير معروف
- بوبليو اليو كلاسيكو في موريطنية القيصرية (عصر أنطونيوس بيوس؟)[87]
- غايوس أسبرو سابينيانو في موريطنية القيصرية (عصر ماركوس أوريليوس)[88]
- تيتوس فلافيو سيرينو في موريطنية القيصرية (عصر سيفيروس ألكسندر؟)[89]
- لوسيو سيتيميو بترونيانو في موريطنية القيصرية (نهاية القرن الثاني / بداية الثالث؟)[90]
- ماركو أوريليو فيتوري في موريطنية القيصرية (عصر غالينوس؟)[91]
- تيبريوس كلاوديوس كونستانت في موريطنية القيصرية (القرن 1-3؟ وكيل روماني)[92]